# Ian Hebert
Ian-Pierre Hebert (* 17. August 1973 in Montreal, Québec) ist ein ehemaliger kanadischer Eishockeyspieler, der in nordamerikanischen Minor Leagues und mehreren europäischen Ligen aktiv war. In Deutschland lief er für den Iserlohner EC in der zweithöchsten Spielklasse auf.

## Karriere
Als Nachwuchsspieler wurde Ian Hebert im Entry Draft der Ligue de hockey junior majeur du Québec (LHJMQ) des Jahres 1990 in der achten Runde von den Draveurs de Trois-Rivières ausgewählt, entschied sich aber für den Weg über das College-Eishockey zu einer Profikarriere. Er nahm vier Jahre lang für das Team der University of Massachusetts Lowell am Spielbetrieb der National Collegiate Athletic Association (NCAA) teil und erzielte in 129 Spielen insgesamt 105 Scorerpunkte.
Seine Profilaufbahn begann Hebert im Jahr 1994 bei den Birmingham Bulls in der East Coast Hockey League (ECHL), wobei er in seiner Debütsaison 1994/95 auch viermal für die Springfield Falcons in der höherklassigen American Hockey League (AHL) zum Einsatz kam. Ab 1996 setzte er seine Karriere in Europa fort und spielte jeweils ein Jahr für den finnischen Zweitligisten Oulun Kärpät, den Iserlohner EC (IEC) aus zweithöchsten deutschen Spielklasse und den dänischen Erstligisten Vojens Lions. In Finnland und Dänemark war er jeweils Topscorer seiner Mannschaft. Beim IEC verpasste er einen Großteil der Saison verletzungsbedingt, nachdem er sich im Januar 1998 einen Meniskusriss zugezogen hatte. Wegen einer Thrombose schwebte er wenig später sogar in Lebensgefahr.
Ab 1999 spielte Hebert wieder in Nordamerika, wo er für die Flint Generals in der United Hockey League sowie erneut für die Birmingham Bulls aufs Eis ging, bevor er seine Karriere im Jahr 2001 beendete. Für die Bulls absolvierte er insgesamt 173 Spiele mit einem Durchschnitt von einem Punkt pro Partie.
Von 2010 bis 2015 war Hebert Assistenztrainer des Eishockeyteams an der University of Alabama.

## Erfolge und Auszeichnungen
- 1999 Bester Vorlagengeber der Codan Ligaen
- 2000 Colonial-Cup-Gewinn mit den Flint Generals

## Karrierestatistik
(Legende zur Spielerstatistik: Sp oder GP = absolvierte Spiele; T oder G = erzielte Tore; V oder A = erzielte Assists; Pkt oder Pts = erzielte Scorerpunkte; SM oder PIM = erhaltene Strafminuten; +/− = Plus/Minus-Bilanz; PP = erzielte Überzahltore; SH = erzielte Unterzahltore; GW = erzielte Siegtore; 1 Play-downs/Relegation; Kursiv: Statistik nicht vollständig)